# Alpen-Distel
Die Alpen-Distel (Carduus defloratus), auch Berg-Distel genannt, ist eine Pflanzenart aus der Gattung der Ringdisteln (Carduus) in der Familie der Korbblütler (Asteraceae).

## Beschreibung

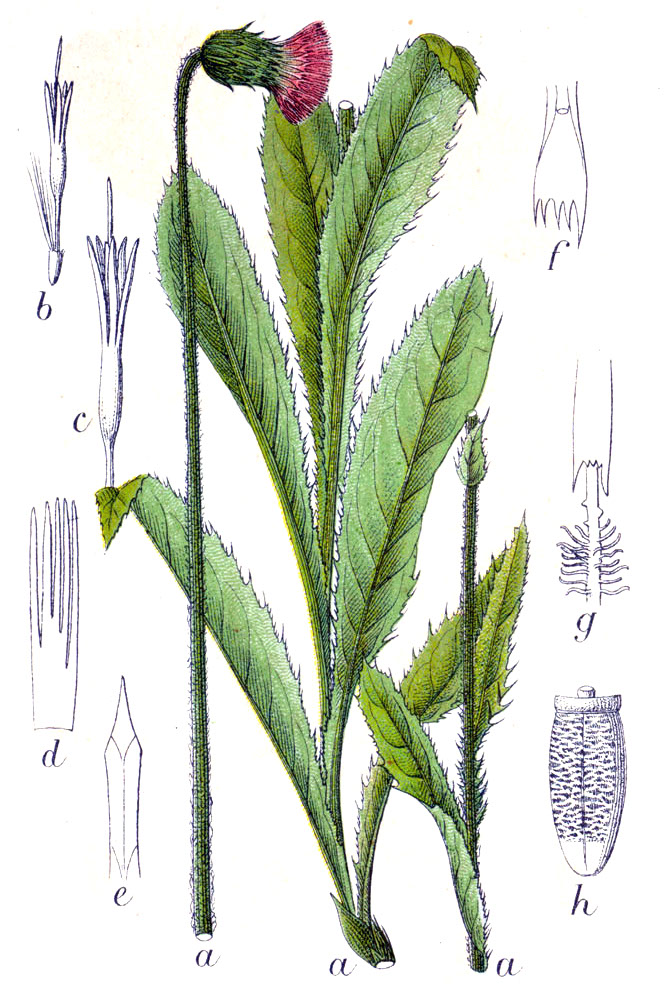
Illustration aus Sturm

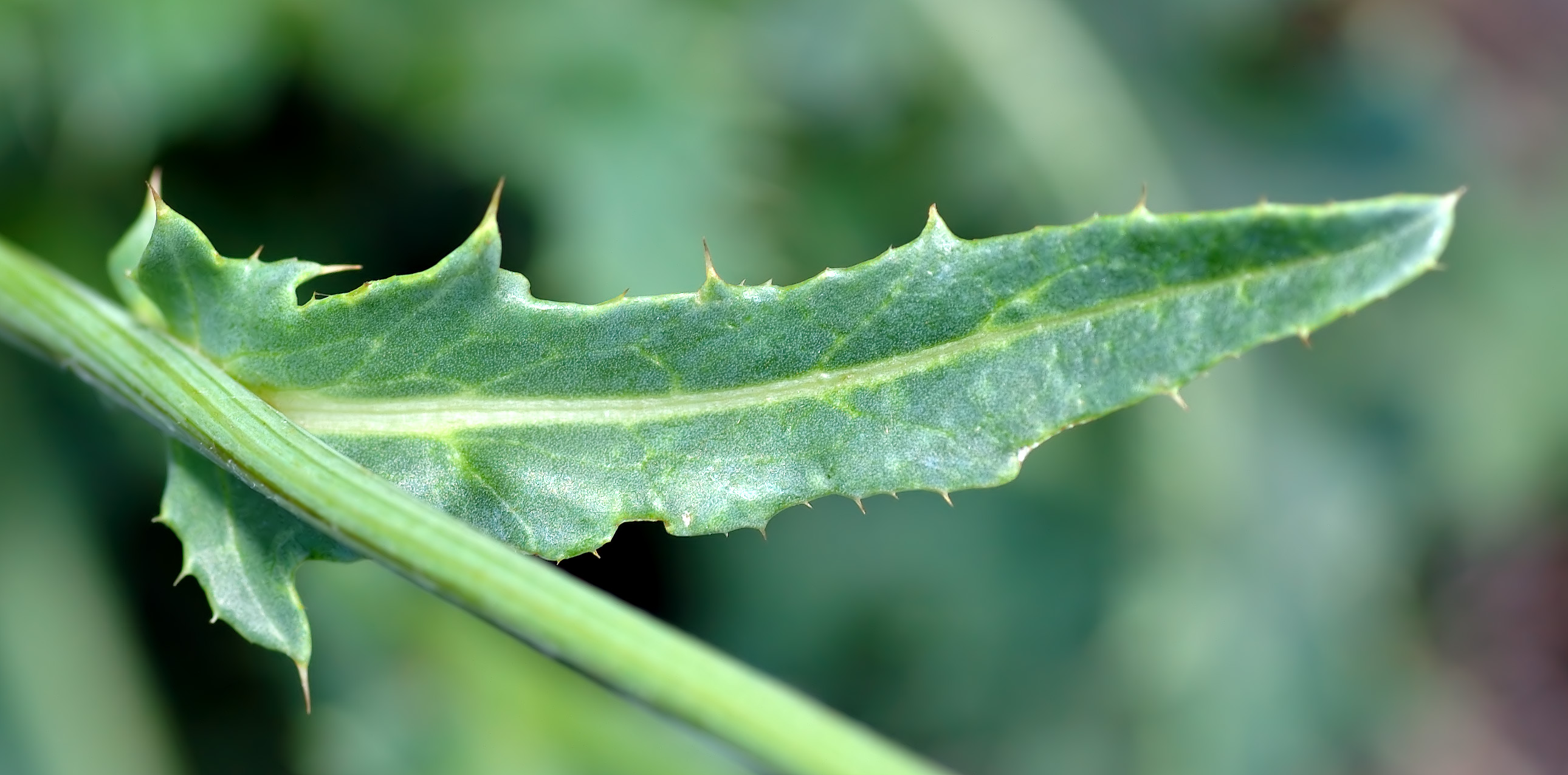
Detailaufnahme eines buchtig stachelig gezähnten Laubblattes von Carduus defloratus subsp. defloratus

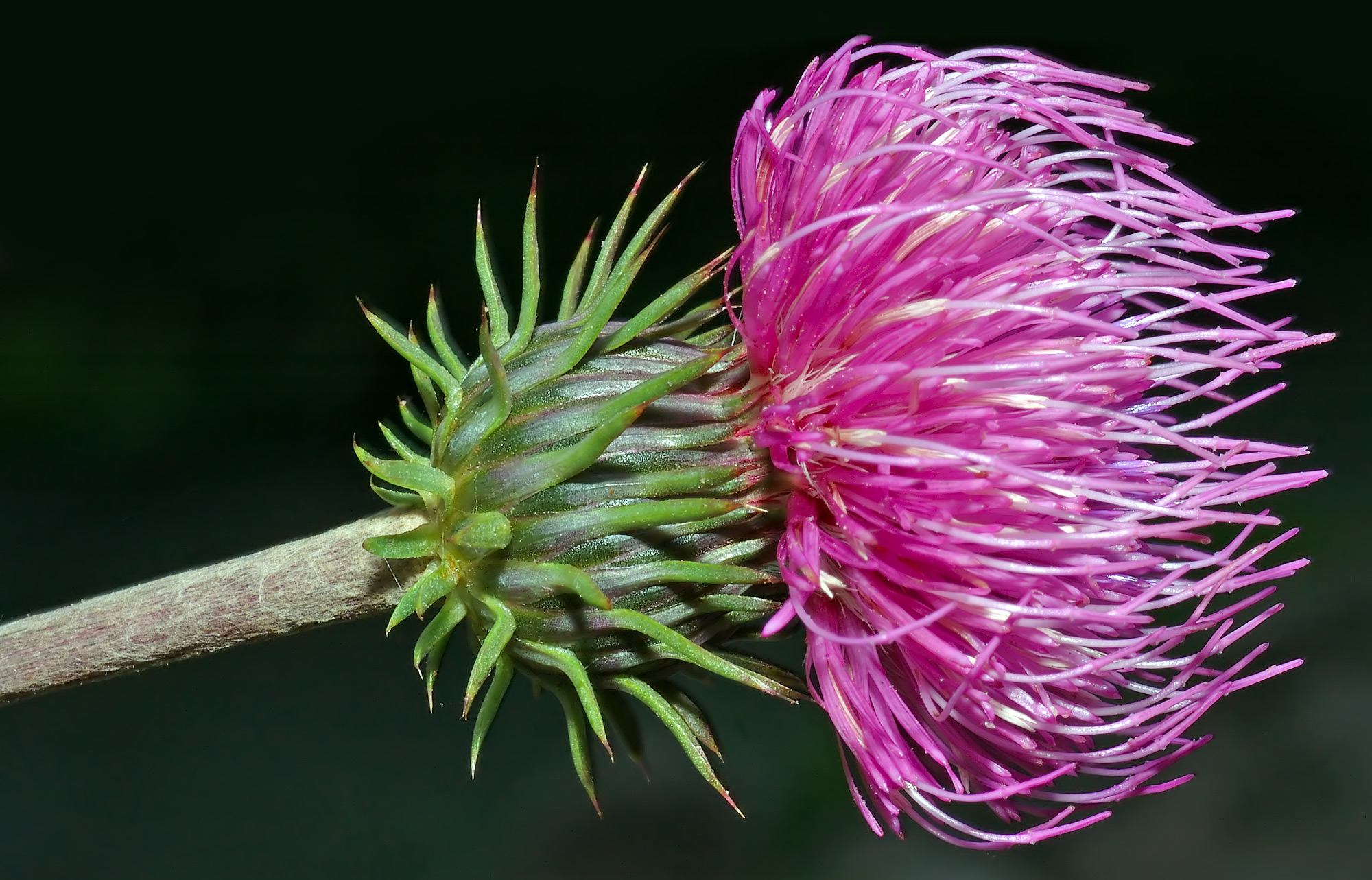
Detailaufnahme des Blütenstandes mit den vielen abstehenden Hüllblättern und vielen Blüten

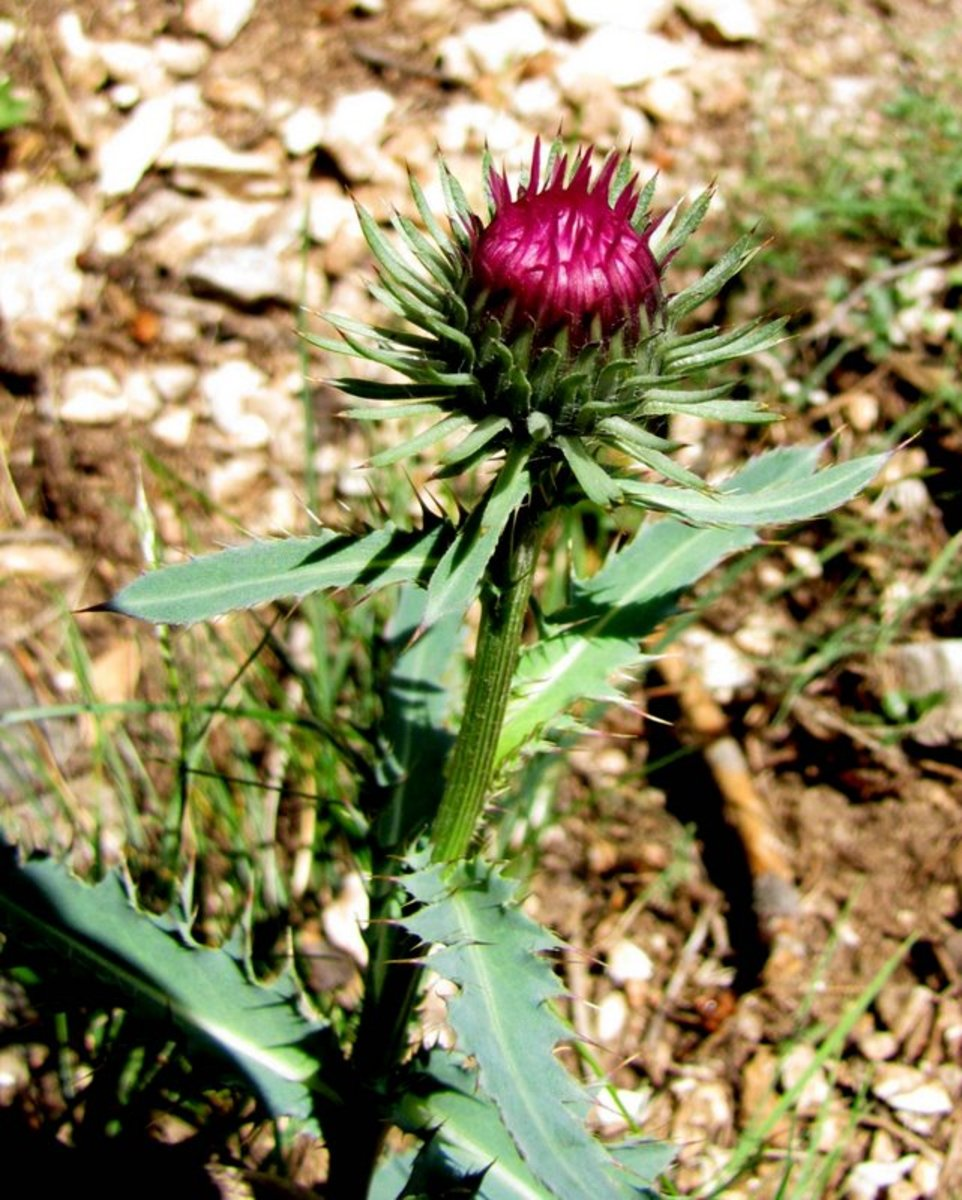
Carduus defloratus subsp. defloratus; der Blütenkorb ist vor der Anthese aufrecht

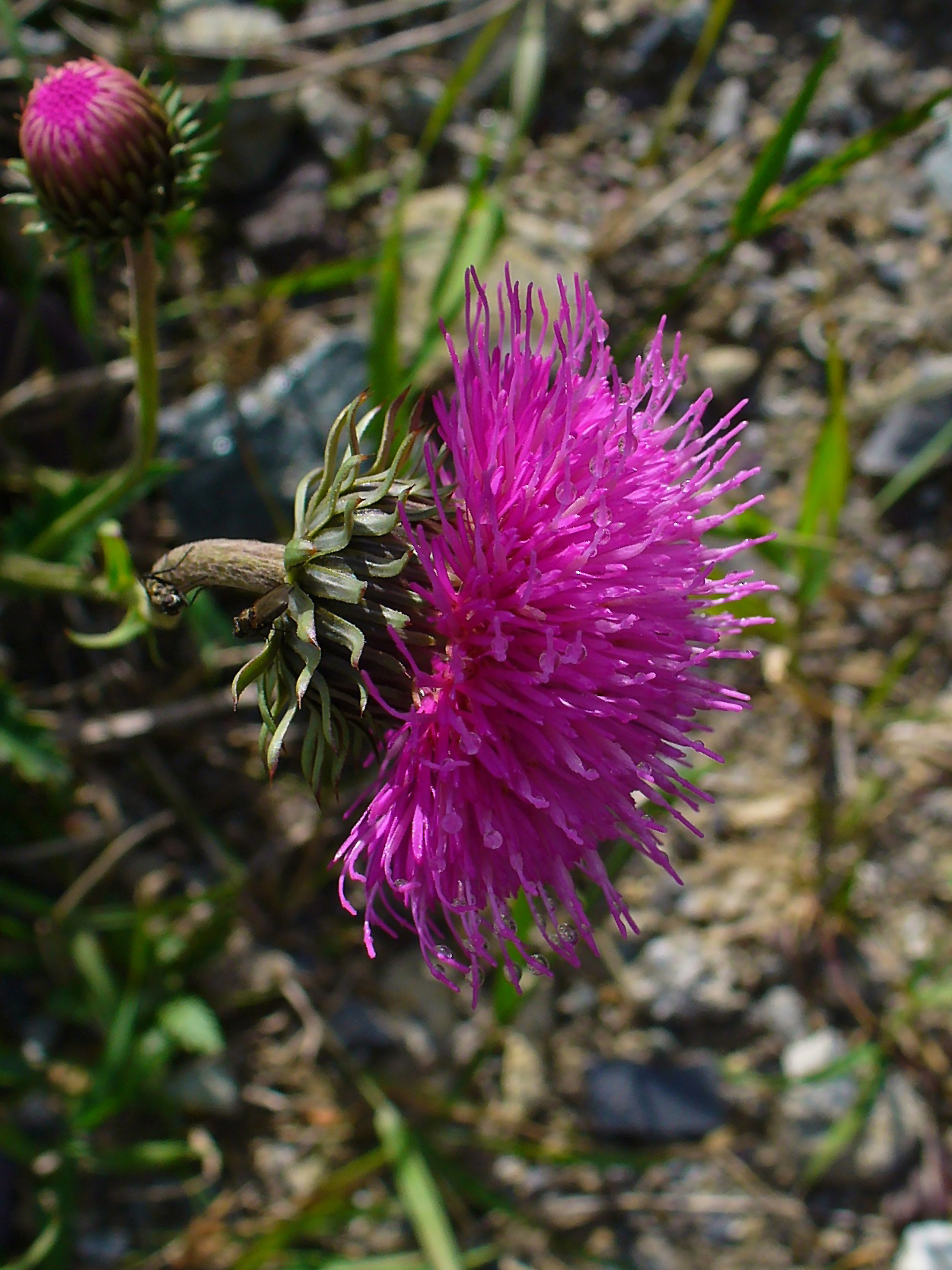
Während der Anthese kann der Blütenstand nickend sein

Die Alpen-Distel ist sehr formenreich, besonders die Form der Laubblätter, nach der einige Autoren mehrere Unterarten unterscheiden. Im Gegensatz zu anderen Carduus-Arten hat sie aber nur einzeln stehende Blütenkörbe.

### Vegetative Merkmale
Die Alpen-Distel wächst als distelartige, ausdauernde, krautige Pflanze und erreicht Wuchshöhen von 10 und 50, selten bis zu 90 Zentimetern. Sie bildet ein Rhizom. Der etwas bogig aufsteigende Stängel ist verzweigt. Der untere Stängelabschnitt ist dicht beblättert und bei manchen Formen dornig geflügelt durch herablaufende Laubblätter. Der obere Teil ist jedoch meist blatt- und stachellos sowie ungeflügelt sowie etwas filzig behaart.
Die sehr unterschiedlich geformten Laubblätter sind meist kahl, mit wenig verschmälertem Grunde sitzend. Die je nach Unterart harte bis fleischige Blattspreite ist ungeteilt oder fiederteilig, fiederspaltig bis fiederschnittig und buchtig gezähnt.

### Generative Merkmale
Die Blütezeit reicht von Juni bis August oder September. Jede Verzweigung besitzt höchstens einen endständigen, körbchenförmigen Blütenstand. Die Blütenkörbe weisen einen Durchmesser von 1 bis 3 Zentimetern auf. Während der Anthese sind die Blütenkörbe manchmal nickend, sonst aufrecht. Die Hüllblätter sind abstehend, im Gegensatz zur Knolligen Kratzdistel (Cirsium tuberosum), bei der sie anliegend sind. Je nach Unterart sind die äußeren Hüllblätter an ihrer Basis 1 bis 2,5 Millimeter breit und enden in einem kurzen bis langen Stachel. Die Blütenkörbe enthalten bis zu 200 zwittrige, purpurrote, zweilippige Röhrenblüten.
Die Achäne besitzt eine Länge von 3 bis 4,5 Millimetern, eine Breite von 1,2 bis 1,5 Millimetern und eine Dicke von 0,8 bis 1 Millimetern. Der Pappus ist 1 bis 1,5 Zentimeter lang.

### Chromosomensatz
Die Chromosomengrundzahl beträgt x = 10, 11 oder 12; es liegt meist Diploidie vor, mit einer Chromosomenzahl von 2n = 18, 20, 22 oder 24.

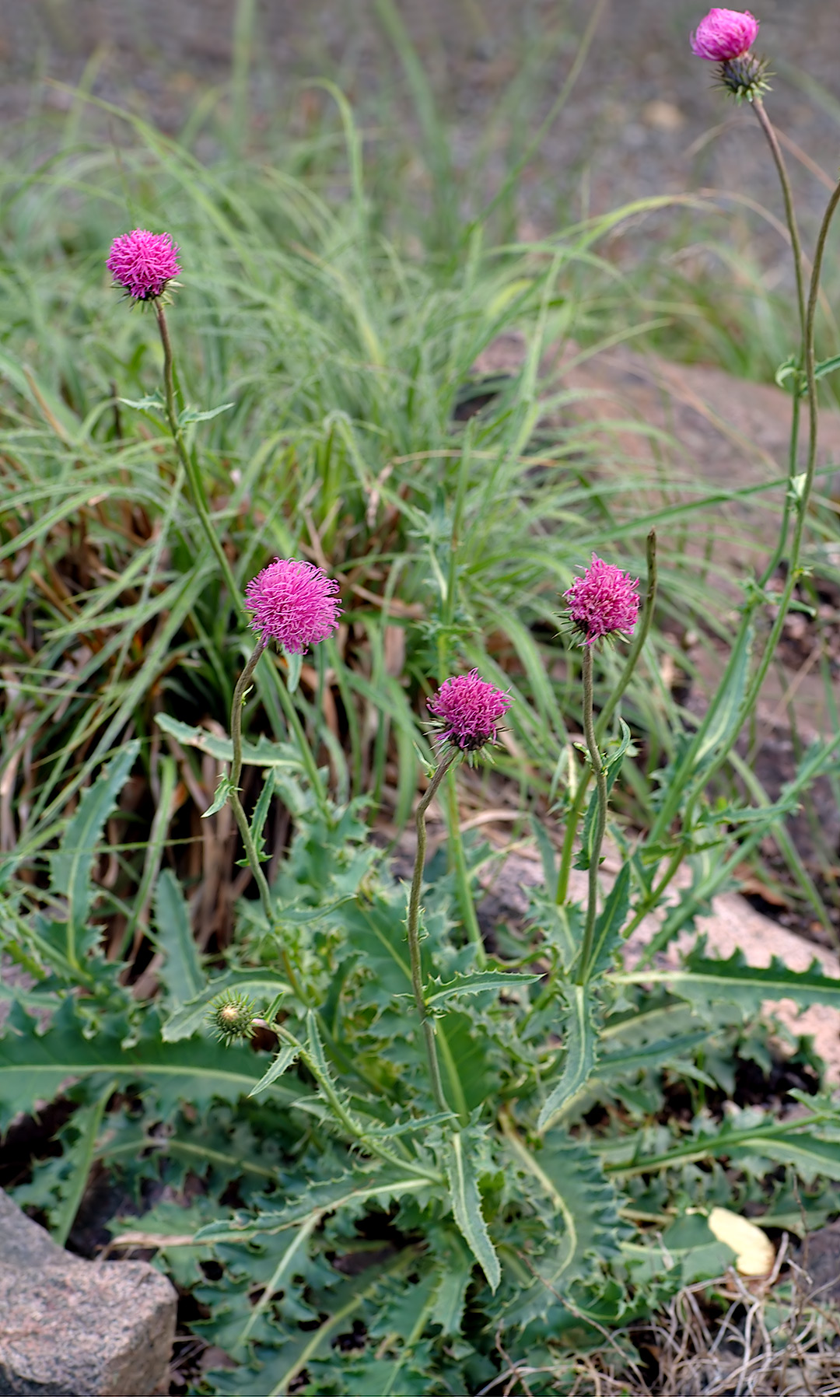
Habitus, Laubblätter und Blütenstände von Carduus defloratus subsp. defloratus

## Ökologie
Bei Carduus defloratus handelt es sich um einen mesomorphen Hemikryptophyten.
Die Bestäubung erfolgt durch Insekten und es kommt Selbstbestäubung vor. Der Nektar ist völlig verborgen. Es liegt Proterandrie vor und Carduus defloratus ist selbstkompatibel.
Die Bildung der Achänen erfolgt sexuell, amphimiktisch. Die Diaspore ist die Achäne.

## Standorte und Pflanzensoziologie
Carduus defloratus kommt in Mitteleuropa von der Tallage bis in eine Höhenlage von 3000 Metern vor. In Graubünden erreicht die Art 2870 Meter, im Aostatal und im Kanton Wallis 3000 Meter Meereshöhe. In den Allgäuer Alpen steigt die Unterart Carduus defloratus subsp. defloratus am Üntscheller in Bayern bis in eine Höhenlage von 2100 Metern auf.
Diese kalkliebende Pflanze ist häufig auf steinigen Rasen sowie auf Schutt- und Felsfluren anzutreffen. Sie kommt vor allem in Pflanzengesellschaften des Verbandes Hochstaudenfluren, Gebüsche und Rasen an und oberhalb der Waldgrenze, alpine Rasen, alpine Kalkrasen, auf oft durchrieselten, frischen Böden (Rostseggenrasen) = Caricion ferrugineae und der Ordnung Seslerietalia vor, findet sich aber in tieferen Höhenlagen auch in den Pflanzensoziologischen Einheiten nach Oberdorfer der Klasse Trocken-, Halbtrockenrasen, basiphile Magerrasen = Festuco-Brometea oder der Verbände Nadelwälder, nadelbaumbeherrschte Mischwälder, Kiefernwälder, Schneeheide-Kiefernwälder (auf Kalk) = Erico-Pinion oder Thlaspeion rotundifolii.

## Systematik und Verbreitung

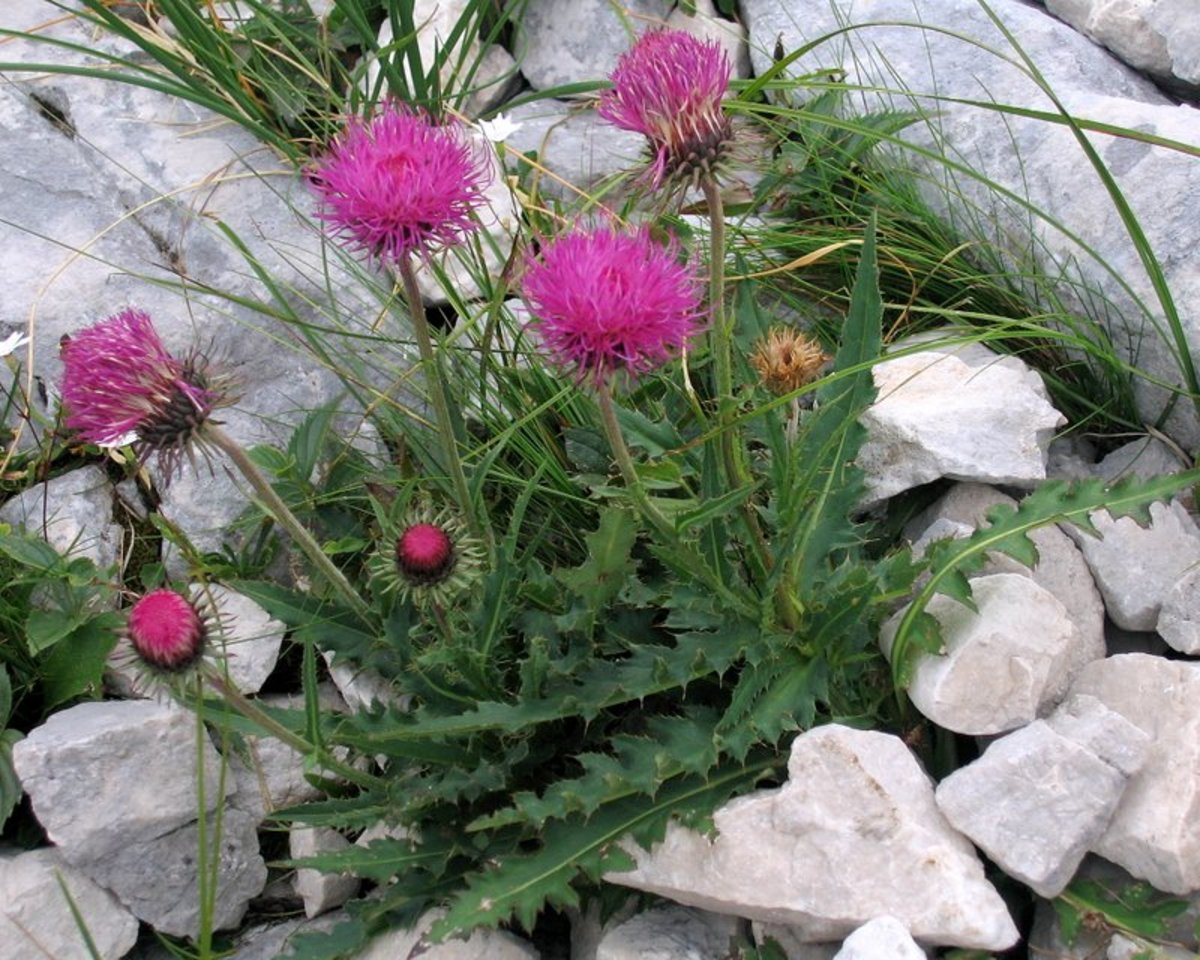
Carduus defloratus subsp. defloratus

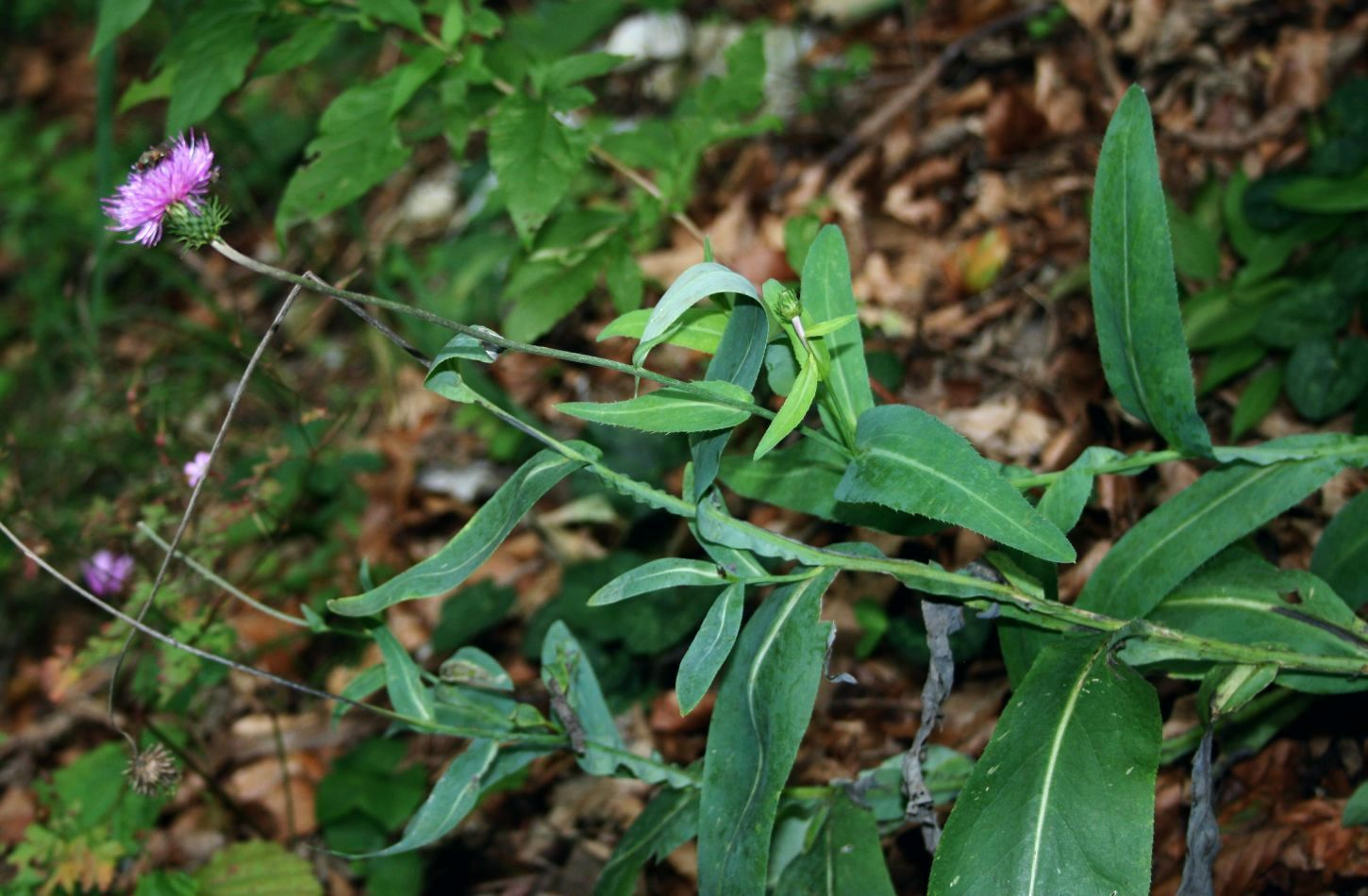
Carduus defloratus subsp. glaucus

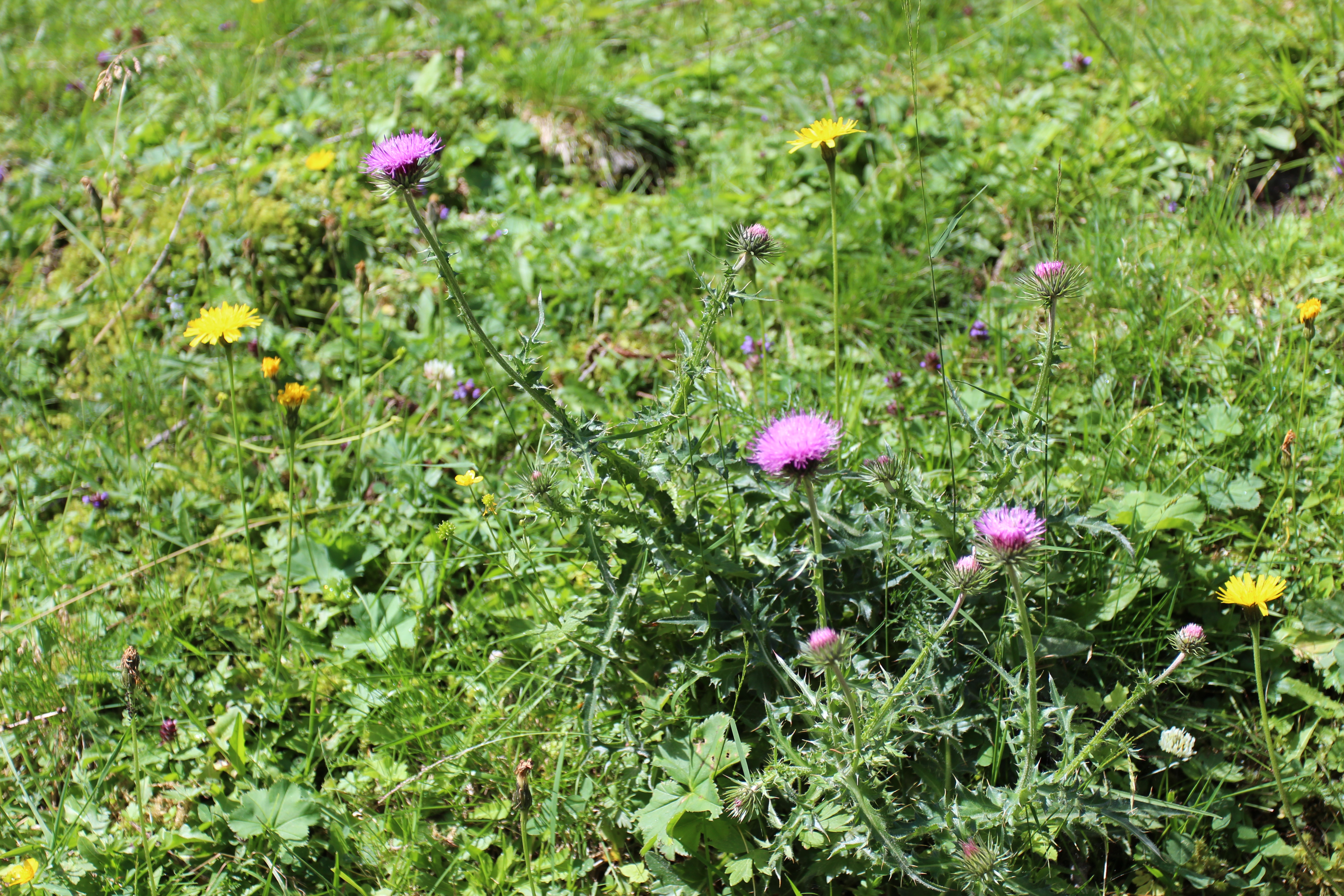
Carduus defloratus subsp. rhaeticus

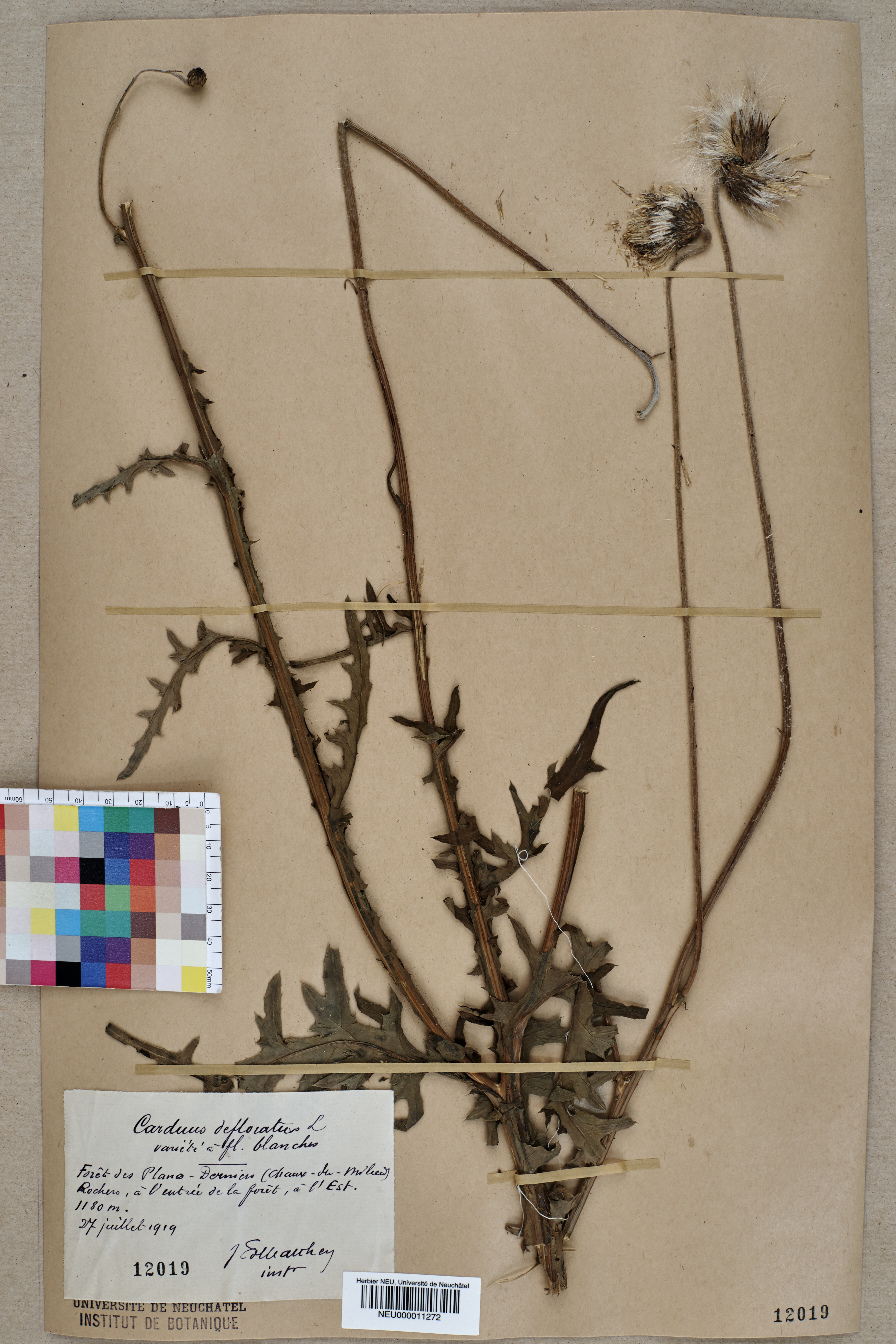
Herbarbeleg mit Fruchtständen mit Pappus

Die Erstveröffentlichung von Carduus defloratus erfolgte 1759 durch Carl von Linné in Systema Naturae, Editio Decima, Band 2, 1200. Das Artepitheton defloratus bedeutet verblüht.
Das Verbreitungsgebiet reicht in Europa von den Pyrenäen über die Alpen bis zum nördlichen Balkan und den Karpaten.
Je nach Autor gibt es von Carduus defloratus einige Unterarten:
- Carduus defloratus subsp. argemone (Lam.) Ces.: Sie kommt in Spanien, Andorra, Frankreich und Kroatien vor.[12]
- Eberwurzblättrige Berg-Distel (Carduus defloratus subsp. carlinifolius (Lam.) Ces., Syn.: Carduus medius subsp. carlinifolius (Lam.) Kazmi): Sie kommt in Spanien, Andorra, Frankreich, Italien, in der Schweiz und in Kroatien vor.[12][13]
- Gewöhnliche Berg-Distel, Grasgrüne Alpen-Ringdistel (Carduus defloratus L. subsp. defloratus): Sie kommt in Spanien, Frankreich, Deutschland, der Schweiz, Liechtenstein, Österreich, Italien, in Slowenien, Kroatien und Bosnien-Herzegowina vor.[12][13][4] Die Chromosomenzahl ist 2n = 20, 25 oder 20-4-5B.[14] Die ökologischen Zeigerwerte nach Landolt et al. 2010 sind in der Schweiz für diese Unterart: Feuchtezahl F = 2 (mäßig trocken), Lichtzahl L = 4 (hell), Reaktionszahl R = 4 (neutral bis basisch), Temperaturzahl T = 2+ (unter-subalpin und ober-montan), Nährstoffzahl N = 3 (mäßig nährstoffarm bis mäßig nährstoffreich), Kontinentalitätszahl K = 4 (subkontinental).[4]
- Blaugrüne Berg-Distel (Carduus defloratus subsp. glaucus (Rchb. f.) Nyman, Syn.: Carduus glaucus Baumg. non Cav., Carduus crassifolius subsp. glaucus (Rchb. f.) Kazmi): Sie kommt in Österreich, Ungarn, Slowenien, Kroatien, in Polen, der Slowakei, Rumänien und in der Ukraine vor.[12]
- Carduus defloratus subsp. medius (Gouan) Bonnier (Syn.: Carduus medius Gouan, Carduus petrophilus Timb.-Lagr., Carduus defloratus subsp. medioformis (Rouy) Braun-Blanq.): Sie kommt in Spanien, Andorra und Frankreich vor.[12] Die Chromosomenzahl beträgt 2n = 22.[14]
- Carduus defloratus subsp. paui (Devesa & Talavera) O.Bolòs & Vigo: Sie kommt nur in Spanien vor.[12]
- Rhätische Berg-Distel (Carduus defloratus subsp. rhaeticus (DC.) Murr, Syn.: Carduus rhaeticus (DC.) A.Kern., Carduus tridentinus Evers, Carduus defloratus subsp. tridentinus (Evers) Ladurner): Sie kommt in Frankreich, Italien, der Schweiz, Österreich und Slowenien vor.[12][13][4] Die Chromosomenzahl beträgt 2n = 18, 19 oder 18+2B.[14] Die ökologischen Zeigerwerte nach Landolt et al. 2010 sind in der Schweiz für diese Unterart: Feuchtezahl F = 2 (mäßig trocken), Lichtzahl L = 4 (hell), Reaktionszahl R = 2 (sauer), Temperaturzahl T = 2+ (unter-subalpin und ober-montan), Nährstoffzahl N = 3 (mäßig nährstoffarm bis mäßig nährstoffreich), Kontinentalitätszahl K = 4 (subkontinental).[4]
- Dickblättrige Berg-Distel, Eigentliche Dickblatt-Ringdistel (Carduus defloratus subsp. summanus (Pollini) Arcang., Syn.: Carduus summanus Pollini, Carduus crassifolius Willd.): Sie kommt in Italien, in der Schweiz, in Österreich, Slowenien und Kroatien vor.[12][4] Die ökologischen Zeigerwerte nach Landolt et al. 2010 sind in der Schweiz für diese Unterart: Feuchtezahl F = 2 (mäßig trocken), Lichtzahl L = 4 (hell), Reaktionszahl R = 5 (basisch), Temperaturzahl T = 3 (montan), Nährstoffzahl N = 3 (mäßig nährstoffarm bis mäßig nährstoffreich), Kontinentalitätszahl K = 4 (subkontinental).[4]

Von einigen Autoren werden die Unterarten als Arten bewertet und in die Artengruppe Carduus defloratus agg. Dies wird kontrovers diskutiert. Die Unterarten/Arten dieser Verwandtschaftsgruppe sind vielleicht stellenweise durch Übergangspopulationen miteinander verbunden, wahrscheinlich auch durch Hybridisierung mit Arten außerhalb dieser Gruppe. Es handelt sich um eine extrem schwierige Verwandtschaftsgruppe.